# Кэрнс (аэропорт)

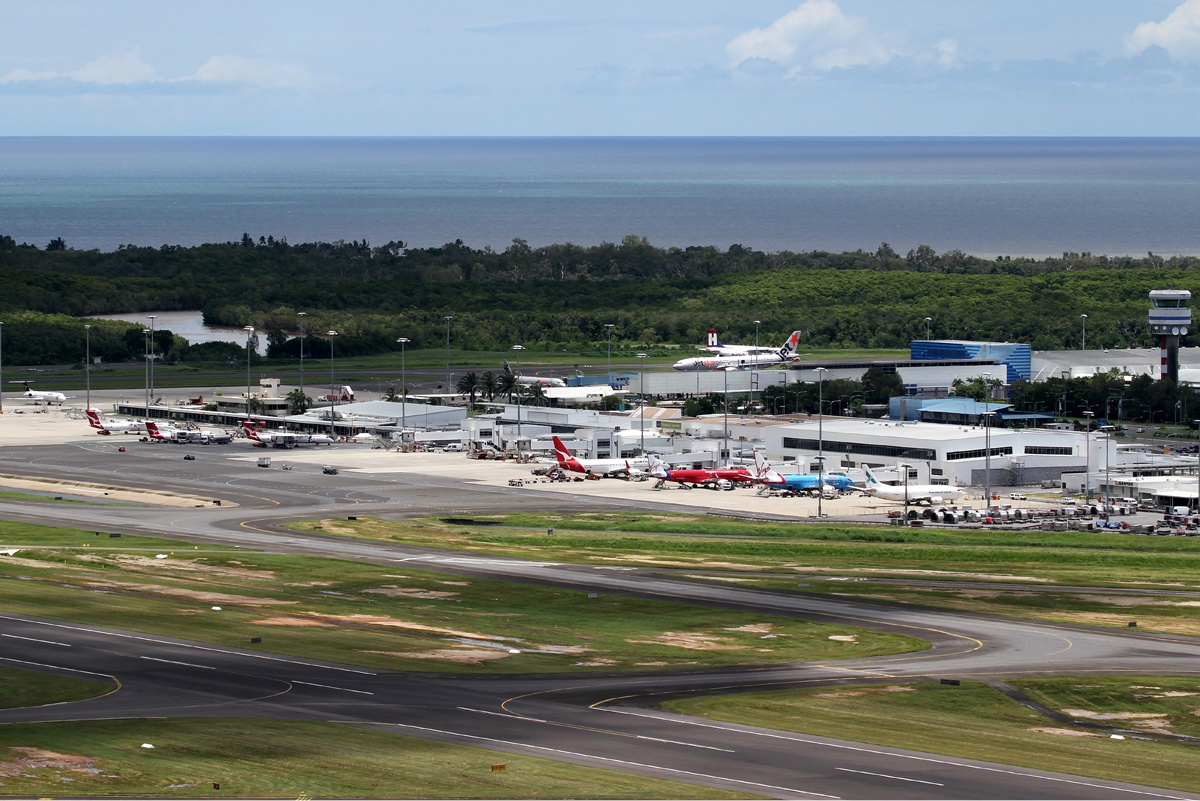
Зона аэропорта

Международный аэропорт Кэрнса — австралийский международный аэропорт, расположенный в семи километрах севернее бизнес-центра города Кэрнс, Квинсленд, Австралия. Аэропорт занимает шестое место в стране по показателю количества производимых взлётов/посадок в год.
Кэрнс находился в муниципальной собственности администрации Квинсленда, а в декабре 2008 года был продан частному бизнесу. Аэропортовый комплекс находится между заливом Тринити-Бэй на востоке и горой Маунт-Вайтфилд на западе.
Аэропорт обслуживает внутренние и международные полёты, деятельность авиации общего назначения, включая и вертолётные рейсы. Маршруты полётов в основном связывают крупные австралийские города, туристические направления на Дальний север Квинсленда и в города стран Азиатско-Тихоокеанского региона. Международный аэропорт Кэрнса являлся базовым аэропортом для авиакомпании Australian Airlines вплоть до прекращения её деятельности в июне 2006 года и до сих пор остаётся одним из транзитных аэропортов национального авиаперевозчика страны — авиакомпании Qantas Airways. Также, Кэрнс является базовым портом для вертолётов подразделения Royal Flying Doctor Service государственной поисково-спасательной службы Австралии State Emergency Service.

## Общие сведения
Международный аэропорт Кэрнса имеет два пассажирских терминала, расположенных в восточной части мелиорированных мангровых болот. Терминалы и башня управления воздушным движением расположены в двух раздельных зданиях на расстоянии двухсот метров друг от друга. Зона авиации общего назначения расположена на западной стороне аэропортового комплекса рядом с шоссе Капитана Кука.
Терминал внутренних перевозок находится в процессе реконструкции и перепланировки. Строительные работы начались в августе 2007 года и закончатся к концу 2010 года, общая стоимость проекта составляет 200 миллионов долларов США. Зона регистрации билетов для всех авиакомпаний будет расширена за счёт общих пассажирских залов и за счёт увеличения площади самого здания терминала. Пять новых телетрапов заменят существующие три телетрапа на выходах на посадку (гейтах) с номерами 18, 19 и 20. Терминал международных направлений в настоящее время эксплуатирует пять гейтов с выходами на телетрапы.
До реконструкции терминала авиакомпания Qantas Airways использовала южную часть внутреннего терминала, в настоящее время залы повышенной комфортности для пассажиров-членов привилегированного клуба Qantas Club находятся в стадии строительства, а сам Quantas Club временно размещается в прежних комнатах Golden Wing компании Ansett Australia. Две другие авиакомпании Virgin Blue и Jetstar используют северную часть терминала внутренних пассажирских перевозок.
Аэропорт эксплуатирует две взлётно-посадочных полосы. Основная ВПП имеет длину в 3196 метра, дополнительная — 925 метра и используется для авиации общего назначения. Меньшая полоса ориентирована на восток и заход на посадку лежит в курсе, пересекающимся с курсом основной полосы, который в свою очередь находится непосредственно над северной частью пляжной зоны Кэрнса и проходит над кэрнской эспланадой.
Аэропортовый комплекс находится в семи километрах севернее центрального делового района Кэрнса. Офисы по прокату автомобилей расположены в зале прибытия в терминале внутренних авиалиний, там же находится автобусная остановка с ежечасными маршрутами до Кэрнса и Порт Дугласа. Услуги такси доступны круглосуточно, проезд до центра города стоит около 12 долларов США.

## Объёмы перевозок
Статистика аэропорта по пассажирским перевозкам.

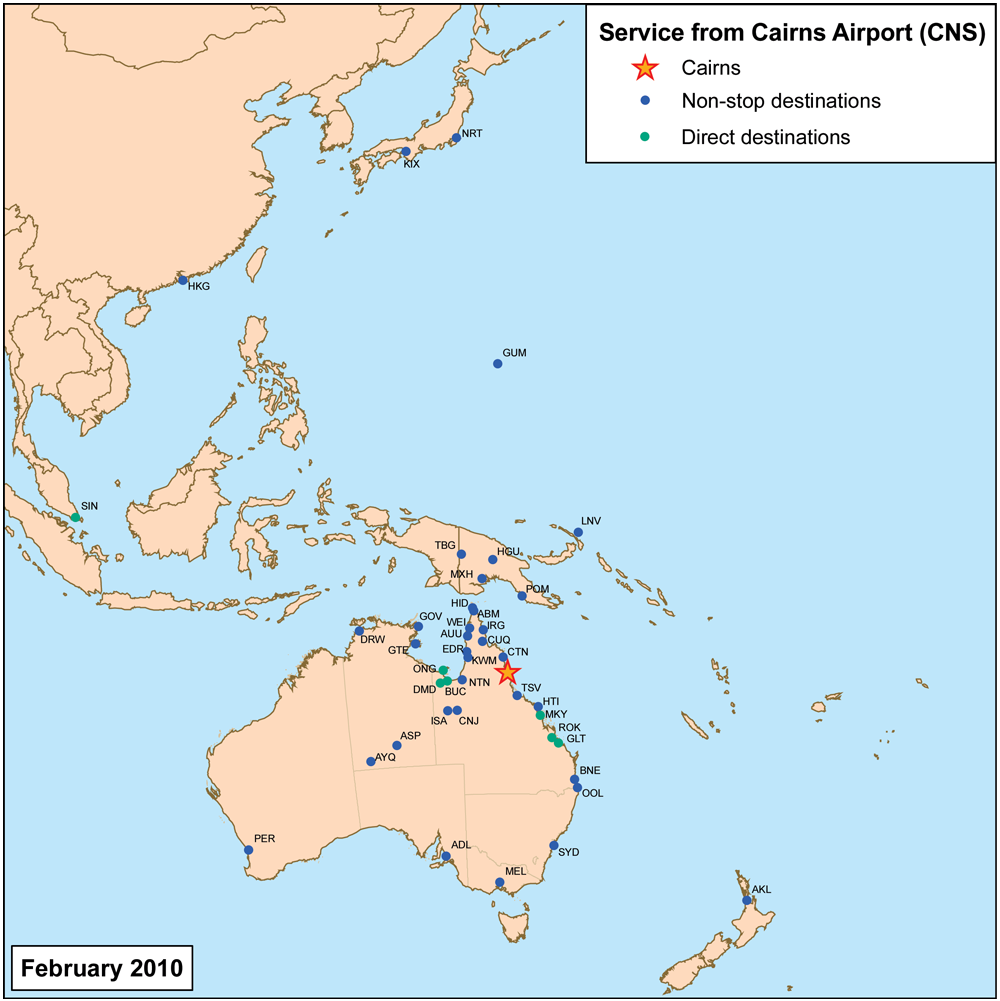
Схема прямых рейсов из аэропорта Кэрнс

| Место | Аэропорт | Пассажиров | % Изменение |
| ----- | -------- | ---------- | ----------- |
| 1     | Брисбен  | 947 200    | ▼1,5        |
| 2     | Сидней   | 267 500    | ▼65,6       |
| 3     | Мельбурн | 249 100    | ▼59,3       |

| Место | Аэропорт | Пассажиров | % Изменение |
| ----- | -------- | ---------- | ----------- |
| 1     | Брисбен  | 107 665    | ▲493,4      |
| 2     | Сидней   | 56 677     | н/д         |
| 3     | Мельбурн | 22 917     | н/д         |

| Место | Аэропорт    | Пассажиров | % Изменение |
| ----- | ----------- | ---------- | ----------- |
| 1     | Токио       | 37 747     | ▼77,4       |
| 2     | Осака       | 30 051     | ▼77,3       |
| 3     | Сингапур    | 18 228     | ▼78,0       |
| 4     | Порт-Морсби | 15 806     | ▼76,9       |
| 5     | Шэньчжэнь   | 3472       | ▼86,2       |

| Место | Аэропорт | Пассажиров | % Изменения |
| ----- | -------- | ---------- | ----------- |
| 1     | Окленд   | 558        | ▲100        |

| Место | Аэропорт                        | Пассажиров | % Изменение |
| ----- | ------------------------------- | ---------- | ----------- |
| 1     | Международный аэропорт Гонконга | 2,984.0    | ▲13.1       |
| 2     | Международный аэропорт Кансай   | 1,225.0    | ▼44.7       |
| 3     | Международный аэропорт Чанги    | 811.4      | ▲0.2        |

| Место | Аэропорт                        | Пассажиров | % Изменения |
| ----- | ------------------------------- | ---------- | ----------- |
| 1     | Международный аэропорт Гонконга | 254.9      | ▼6.9        |
| 2     | Международный аэропорт Кансай   | 85.8       | ▼18.2       |
| 3     | Международный аэропорт Нарита   | 41.1       | ▼45.0       |

## Авиакомпании и направления
| Авиакомпании                                                    | Направления | Терминал      |
| --------------------------------------------------------------- | --- | ------------- |
| Aero-Tropics Air Services                                       | Бамага | Внутренний    |
| Air New Zealand                                                 | Окленд | Международный |
| Air Niugini                                                     | Моро, Порт-Морсби, Табубил | Международный |
| Airlines PNG                                                    | Лихир-Айленд, Хаген, Порт-Морсби | Международный |
| Cathay Pacific                                                  | Гонконг | Международный |
| Continental Airlines - Continental Micronesia                   | - Гуам | Международный |
| Jetstar Airways (Международный)                                 | Дарви, Осака (Кансай) (начало с декабря 2009), Сингапур, Токио (Нарита) | Международный |
| Qantas (Внутренний) - Jetstar Airways (Внутренний) - QantasLink | Брисбен, Мельбурн, Сидней - Аделаида, Брисбен, Дарвин, Голд-Кост, Мельбурн, Перт, Сидней - Алис-Спрингс, Айерс-Рок, Брисбен, Дарвин, Гладстон , Гоув, Гамильтон-Айленд, Хорн-Айленд, Маккай, Рокгемптон, Таунсвилл, Уэйпа | Внутренний    |
| Regional Pacific Airlines                                       | Бамага | Внутренний    |
| Skytrans Airlines                                               | Оракан-Мишн, Коэн, Куктаун, Карумба, Локхарт-Ривер, Палм-Айленд, Таунсвилл | Внутренний    |
| Vincent Aviation                                                | Грут-Эйландт |               |
| Virgin Blue                                                     | Брисбен, Мельбурн, Сидней, Таунсвилл | Внутренний    |

## Статистика
Данные из запроса в Викиданные.

## Типы самолётов
По состоянию на февраль 2008 года аэропорт обслуживает большой ряд воздушных судов, основные из которых Airbus A320, Airbus A321 и Airbus A330 авиакомпании Jetstar; Boeing 737 и Boeing 767 авиакомпании Qantas Airways; A330 авиакомпании Cathay Pacific; Boeing 737 авиакомпании Virgin Blue и Airbus A320 авиакомпании Air New Zealand, а также небольшие самолёты Fokker 100 компании Air Niugini и Dash 8 авиакомпании Airlines PNG.